# Brešar
Brešar je priimek v Sloveniji, ki ga je po podatkih Statističnega urada Republike Slovenije na dan 1. januarja 2010 uporabljalo 68 oseb in je med vsemi priimki po pogostosti uporabe uvrščen na 5.991. mesto.

## Znani nosilci priimka
- Alenka Brešar Iskra, dr. socialne psihologije?
- Boštjan Brešar (*1968), matematik, univ. profesor
- France Brešar (1935-2013), matematik, univ. profesor
- Jožef Brešar (1869-1943), župnik
- Matej Brešar (*1963), matematik, univ. profesor, akademik
- Miroslav Brešar, inž., fotograf...
- Tadeja Brešar, matamatičarka, vodja bibliografske kontrole v IZUM